# Покровська волость (Маріупольський повіт)
Покровська волость — історична адміністративно-територіальна одиниця Маріупольського повіту Катеринославської губернії із центром у селі Покровське.
Станом на 1886 рік складалася з 6 поселень, 7 сільських громад. Населення — 2805 осіб (1395 чоловічої статі та 1410 — жіночої), 459 дворових господарств.
|                     | Площа, десятин | У тому числі орної, дес. |
| ------------------- | -------------- | ------------------------ |
| Сільських громад    | 7091           | 4555                     |
| Приватної власності | 23949          | 9554                     |
| Казенної власності  | 11715          | 7807                     |
| Іншої власності     | 60             | 30                       |
| Загалом             | 42815          | 21946                    |

Поселення волості:
- Покровське (Солона) — колишнє село азовських козаків при річці Солона за 30 верст від повітового міста, 518 осіб, 133 дворових господарства, православна церква, молитовний будинок, лавка.
- Нікольське (Кальчик) — колишнє село азовських козаків при річці Малий Кальчик, 563 особи, 79 дворових господарств, православна церква, школа, земська станція, 3 постоялих двори, 5 лавок, щорічний ярмарок.
- Стародубівка (Каратиш) — колишнє село азовських козаків при річці Каратиш, 410 осіб, 108 дворових господарств, православна церква, школа, земська станція, 2 лавки, 2 ярмарки на рік.

За даними на 1908 рік у волості налічувалось 5 поселень, загальне населення — 3478 осіб (1736 чоловічої статі та 1742 — жіночої), 555 дворових господарств.